# Ernst Maass (Philologe)

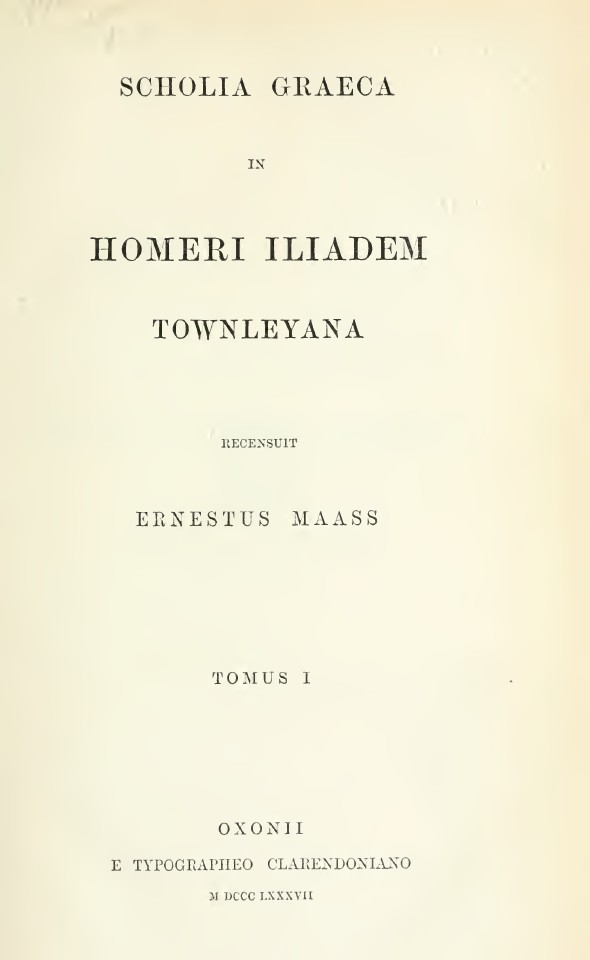
Scholia Graeca in Homeri Iliadem Townleyana, 1887

Ernst Wilhelm Theodor Maass, auch Maaß (* 12. April 1856 in Kolberg; † 11. November 1929 in Marburg) war ein deutscher Klassischer Philologe.

## Leben
Ernst Maass besuchte das Gymnasium seiner Heimatstadt und studierte ab 1875 Klassische Philologie, zuerst in Tübingen, später in Greifswald, wo er 1879 bei Ulrich von Wilamowitz-Moellendorff mit der Dissertation De Sibyllarum indicibus promoviert wurde. 1880/81 erhielt er das Reisestipendium des Deutschen Archäologischen Instituts. Seine Habilitation erreichte er 1883 in Berlin mit der Schrift Analecta Eratosthenica. Obwohl sowohl seine Habilitationsschrift als auch die Fortsetzung seiner Dissertation (mit dem Titel De Biographis Graecis quaestiones selectae) umstritten waren, gelang es ihm, sich in der akademischen Welt zu etablieren. 1886 erhielt er einen Ruf auf den Lehrstuhl der Universität Greifswald als Nachfolger von Georg Kaibel. Ein Jahr später heiratete er Berta Vahlen, die Tochter des Berliner Philologen Johannes Vahlen, mit der er vier Kinder hatte.
In Greifswald verfasste er seine noch heute bedeutende Arbeit, die Edition der Phainomena des Arat von Soloi (1893, Nachdruck 1964). Im akademischen Jahr 1893/1894 fungierte er als Dekan der philosophischen Fakultät. 1895 folgte er einem Ruf an die Philipps-Universität Marburg als Nachfolger von Georg Wissowa. In Marburg war er bis zu seiner Emeritierung 1924 Direktor des Seminars für Klassische Philologie. 1900 wurde er zum Dekan der Philosophischen Fakultät gewählt, 1910 zum Rektor der Universität. Ab 1901 machte ihm eine Sehschwäche zu schaffen. Zum 1. Oktober 1924 wurde er emeritiert.
In Marburg verfasste Maass seine Ausgabe der antiken Arat-Kommentare (1898). Er wandte sich verstärkt religionswissenschaftlichen Themen (Orpheus, 1895; Die Tagesgötter in Rom und den Provinzen, 1902) und dem Verhältnis Goethes zur Antike zu.
1903 wählte ihn das Österreichische Archäologische Institut zum korrespondierenden Mitglied. Seit 1912 war er Mitglied des Philologisch-Historischen Vereins, der später in der Marburger Burschenschaft Rheinfranken aufging.